# 檳椥省
檳椥省（越南语：／），又譯“檳知省”，越南語中的意思是“竹埠”，是原越南湄公河三角洲的一个省，省會檳椥市。

## 地理
檳椥省北接前江省，西接永隆省，南接茶荣省，东临南中国海。前江流至檳椥省後分成四條支流，兩條包圍檳椥省，另外兩條貫穿其中。槟椥省平均海拔約1.25公尺，常江水氾濫。地勢平坦，東南方和西北方海拔高度僅差約3公尺。

## 历史

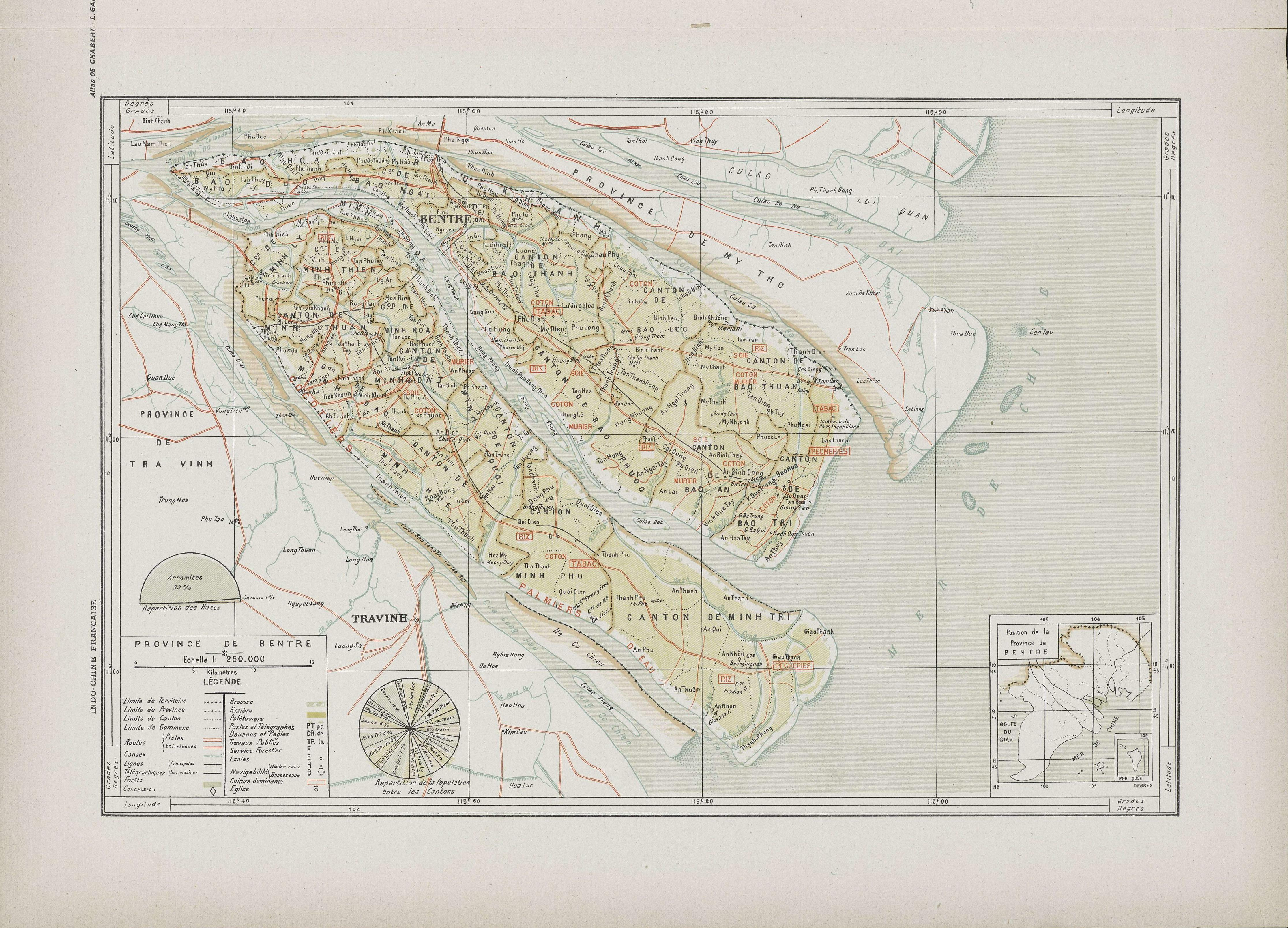
法属印度支那时期的檳椥省地图

1976年2月，槟椥省下辖槟椥市社、巴知县、平大县、週城縣、则拉县、墥簪县、㖼𦓿县、盛富县1市社7县，省莅槟椥市社。
1984年3月15日，墥簪县2社和週城縣1社划归槟椥市社管辖。
1985年4月11日，週城縣1社划归槟椥市社管辖。
2007年8月9日，槟椥市社被评定为三级城市。
2009年2月9日，㖼𦓿县和则拉县析置㖼𦓿北县，㖼𦓿县更名为㖼𦓿南县。
2009年8月11日，槟椥市社改制为槟椥市。
2013年4月5日，週城縣部分区域划归槟椥市管辖。
2019年2月13日，槟椥市被评定为二级城市。
2025年7月1日併入永隆省後走入歷史。

## 行政區劃
槟椥省下辖1市8县，省莅槟椥市。
- 檳椥市（Thành phố Bến Tre）
- 巴知縣（Huyện Ba Tri）
- 平大縣（Huyện Bình Đại）
- 週城縣（Huyện Châu Thành）
- 則拉縣（Huyện Chợ Lách）
- 墥簪縣（Huyện Giồng Trôm）
- 㖼𦓿北县（Huyện Mỏ Cày Bắc）
- 㖼𦓿南县（Huyện Mỏ Cày Nam）
- 盛富县（Huyện Thạnh Phú）

## 經濟
檳椥省以生產稻米為主。此外，檳椥省的椰子奶餅很出名。

## 交通
檳椥省過去並無橋樑，對外交通僅靠渡輪，2002年興建與前江省相連的沥庙桥現已竣工。另外还有一座咸梁大桥由檳椥市到对岸㖼𦓿北縣。而跨过九龙江到茶荣市已有大橋。

## 外部連結
- 槟椥省电子通信门户网站 （页面存档备份，存于）（越南文）